# Vincenzo Bottan
Vincenzo Bottan, detto Enzo (31 maggio 1943 – luglio 2018), è stato un cestista italiano.

## Carriera
Ha militato nella Reyer Venezia e nella Pegabo Vigevano. Con la Nazionale ha disputato 3 incontri nel 1966, realizzando 8 punti complessivi.